# Ciwedus
Ciwedus is een bestuurslaag in het regentschap Cilegon van de provincie Banten, Indonesië. Ciwedus telt 9341 inwoners (volkstelling 2010).